# Preludio allo spazio
Preludio allo spazio (Prelude to Space) è un romanzo di fantascienza del 1951 di Arthur C. Clarke.
Ambientato nel 1978 (27 anni nel futuro), narra gli antefatti immaginari del lancio della prima navicella spaziale del mondo capace di atterrare sulla Luna, la Prometheus. Fu pubblicato dieci anni prima dell'annuncio del programma Apollo (1961) e 18 anni prima dell'autentico allunaggio dell'uomo nel corso della missione Apollo 11 (1969).

## Storia editoriale
Scritto ne 1947, fu pubblicato solo nel 1951 nel terzo numero della rivista Galaxy Science Fiction. La storia fu ripubblicata da Sidgwick & Jackson in forma di romanzo per i lettori britannici nel 1953 e l'anno successivo fu pubblicata negli Stati Uniti in brossura dalla Gnome Press e come tascabile da Ballantine Books. La prima edizione in italiano fu pubblicata nel 1953 da Mondadori nella collana Urania n. 19, con traduzione di Armando Silvestri; dopo essere stato più volte ristampato, il romanzo venne ritradotto nel 1989 da Lidia Lax e Diana Georgiacodis sempre per Mondadori.

## Trama
1978. Scienziati, ingegneri e amministratori mostrano al dottor Dirk Alexson come è stata pianificata la missione della Prometheus, la prima destinata a portare l'uomo sulla Luna, e come funzionerà la sua tecnologia. Alexson è lo storico designato a preparare la storia ufficiale della missione lunare; rappresenta il punto di vista sofisticato e immaginativo, ma non tecnico, del lettore.
La missione Prometheus consiste di due componenti, battezzati Alpha e Beta. Alpha è la vera navicella spaziale, progettata per il viaggio dall'orbita terrestre alla Luna e ritorno. Non è capace di volo atmosferico indipendente. Beta è un'ala volante a propulsione atomica che trasporta Alpha in orbita. Beta usa un reattore nucleare per surriscaldare sia l'aria (quando vola nella parte dell'atmosfera più bassa e densa) sia una propria alimentazione interna a metano (nei tratti superiori dell'atmosfera e nello spazio) per ottenere la spinta necessaria. Beta funziona così efficacemente come statoreattore nella bassa atmosfera, e quindi deve essere avviata utilizzando una rampa di lancio elettrica. Il viaggio di ritorno verso la Luna procede quindi come segue: Beta trasporta Alpha in orbita. Alpha si separa da Beta e si rifornisce di carburante da serbatoi precedentemente posti in orbita da Beta. Alpha vola e atterra sulla Luna, mentre Beta rimane in orbita attorno alla Terra. Alpha ritorna nell'orbita terrestre e l'equipaggio ritorna sulla Terra a bordo di Beta; Alpha rimane in orbita in attesa del volo successivo.
La narrazione si conclude con il lancio della Prometheus.

## Contesto storico e tecnologico
Preludio allo spazio fu scritto molti anni prima che le missioni Apollo eseguissero l'allunaggio con equipaggio e propone l'idea che il viaggio nello spazio sia realizzabile e alla portata della popolazione. Clarke scrisse una nuova prefazione nel 1976, in cui ammette di avere avuto qualche obiettivo propagandistico nello scrivere la storia: egli era un membro influente della comunità astronautica quando l'idea di razzi che lasciano l'atmosfera terrestre era ancora derisa da molti scienziati.
Tutta la tecnologia immaginata in Preludio allo spazio è fattibile, anche se non sono mai stati sviluppati motori nucleari per viaggiare nell'atmosfera e nello spazio, se non come prototipi.

## Accoglienza e critica
Il critico Groff Conklin caratterizzò Preludio allo spazio come "un libro magnifico". Boucher e McComas elogiarono il romanzo, dicendo che Clarke gestisce il dettaglio scientifico "con una così sensibile comprensione poetica che questa semplice narrazione dei fatti è più coinvolgente rispetto all'epica galattica tracciata nel modo più elaborato." P. Schuyler Miller lo recensì favorevolmente, citando la sua "qualità documentaria" e "molte delle briciole poetiche" che segnano l'opera di Clarke.

## Edizioni
- Arthur C. Clarke, Prelude to Space, Galaxy Science Fiction n.3, World Editions Inc, 1951.
- Arthur C. Clarke, Preludio allo spazio, traduzione di A.S. (Armando Silvestri), I romanzi di Urania 19, Arnoldo Mondadori Editore, 1953.
- Arthur C. Clarke, Preludio allo spazio, traduzione di [Armando Silvestri], Oscar 881, Arnoldo Mondadori Editore, 1978.
- Arthur C. Clarke, Preludio allo spazio, traduzione di Lidia Lax e Diana Georgiacodis, Oscar Fantascienza 2138, Arnoldo Mondadori Editore, 1989, ISBN 88-04-32099-0.
- Arthur C. Clarke, Preludio allo spazio, traduzione di Lidia Lax e Diana Georgiacodis, I Libri dell'Unità. L'ABC della Fantascienza 10, Editrice l'Unità, 1993.